# Chagrin d'amour (film, 1932)
Pour les articles homonymes, voir Chagrin d'amour et Smilin' Through.
Chagrin d'amour (Smilin' Through) est un film américain réalisé par Sidney Franklin, sorti en 1932.
Ce film est un remake du film muet La Victoire du cœur,  que Sidney Franklin avait tourné en 1922, avec Norma Talmadge, Harrison Ford et Wyndham Standing dans les rôles principaux, qui était déjà une adaptation de la pièce de Jane Cowl et Jane Murfin.

## Synopsis
John Carteret se morfond dans sa grande bâtisse. 50 ans plus tôt il a failli épouser Moonyeen mais un prétendant jaloux, Jeremy Wayne voulant se venger l'a assassinée le jour de leur mariage. Désormais, sa solitude n'est ponctuée que par les venues régulières de son ami, le Dr Owen.
Un jour, ce dernier lui explique que la sœur de Moonyeen et son mari ont eu une fille et que celle-ci se retrouve orpheline.
Il lui propose qu'elle vive chez lui. John refuse dans un premier temps, puis accepte. 
La jeune enfant grandit et devient vite une jeune femme, Kathleen.
Un jour, elle rencontre accidentellement le fils de Jeremy Wayne, Kenneth Wayne et tous deux tombent amoureux.
Racontant sa rencontre à son père adoptif, celui-ci lui enjoint de ne plus avoir de relation avec le fils de celui qui a tué son amour de jeunesse.
Profondément blessée mais par affection, Kathleen accepte.
Kenneth essaie régulièrement de se rendre à son domicile pour la revoir mais sans succès. D'autant qu'il s'est engagé pour la grande guerre qui a lieu en France (nous sommes en 1914).
Finalement, ils parviennent à se revoir et Kathleen rompt sa décision mal venue et l'avoue à son père.
Elle et Kenneth envisagent de se marier mais doivent affronter les foudres de John Carteret qui menace de ne plus accepter chez lui Kathleen si elle fait ce geste. Voyant qu'il ne peut pas la laisser sans ressources, Kenneth refuse d'épouser Kathleen.
Après des adieux déchirants, Kenneth part pour la guerre.
Il en revient après 4 ans amputé des deux jambes. Mais il ne veut pas que Kathleen le voit comme ça. Il cherche à l'éviter. Il n'est de passage que pour prendre quelques affaires et partir pour l'Amérique. Mais avant qu'il puisse s'enfuir incognito, Kathleen le retrouve dans la vieille demeure où ils s'étaient rencontrés la première fois.
Il feint de ne plus l'aimer, lui brise le coeur, et finalement, s'avouant défaite, Kathleen retourne chez elle le coeur meurtri tandis que Kenneth se dirige vers la gare pour prendre le train en direction de Londres.
Alors que Kathleen parle de la situation à son père, celui-ci comprend enfin qu'il est en train de faire subir à sa fille la même peine qu'il endure depuis 50 ans. Il lui dévoile que Kenneth a été gravement blessé et que c'est pour ça qu'il a caché son amour. Sur ce, Kathleen se précipite à la gare pour tenter de le rattraper avant qu'il ne s'en aille. John lui propose qu'elle ramène son amoureux à la maison afin qu'ils prennent soin de lui.
Alors que sa fille est partie, John s'assied sur sa terrasse et entame une partie d'échecs avec son ami Owen.
Il semble s'endormir durant la partie mais en fait décède juste après avoir rétabli la paix avec son ami de longue date.
Comme dans un rêve, son amour d'enfance, Moonyeen le rejoint et tous deux poursuivent le mariage qu'ils avaient débuté 50 ans plus tôt.
Au même moment, Kathleen ramène son amoureux blessé et rentre, sourire aux lèvres vers l'ancienne bâtisse pour y vivre leur amour.

## Fiche technique
- Titre : Chagrin d'amour
- Titre original : Smilin' Through
- Réalisation : Sidney Franklin, assisté de Harold S. Bucquet (non crédité)
- Scénario : Ernest Vajda, Claudine West, James B. Fagan et Donald Ogden Stewart d'après la pièce de Jane Cowl et Jane Murfin
- Photographie : Lee Garmes
- Montage : Margaret Booth
- Musique : William Axt (non crédité)
- Directeur artistique : Cedric Gibbons
- Costumes : Adrian
- Producteurs : Albert Lewin et Irving Thalberg
- Société de production : Metro-Goldwyn-Mayer
- Pays d'origine :  États-Unis
- Langue : Anglais
- Format : Noir et blanc — 35 mm — 1,37:1 — Son : Mono
- Genre : Film dramatique, film romantique
- Durée : 98 minutes
- Date de sortie : 1932
- Affiche : Joseph Koutachy (France)

## Distribution
- Norma Shearer : Kathleen
- Fredric March : Kenneth Wayne
- Leslie Howard : Sir John Carteret
- O.P. Heggie : Dr Owen
- Ralph Forbes : Willie Ainley
- Beryl Mercer : Mme Crouch
- Margaret Seddon : Ellen, la servante
- Forrester Harvey : Le domestique
- Claude King (non crédité) : Richard Clare